# カントレル五徴症
カントレル五徴症（カントレルごちょうしょう、英:Pentalogy of Cantrell）は非常に稀な先天性の症候群であり、 横隔膜、腹壁、心膜、心臓、および胸骨下部に異常を引き起こす。

## 症状
カントレル五徴症には、以下の5つの特徴的な所見がある：
1. 腹壁の欠損
2. 胸骨下部の欠損
3. 先天性心疾患
4. 心膜の欠損
5. 前部横隔膜の欠損

カントレル五徴候群における腹壁欠損は臍上部および正中線に発生し、多様な臨床像を示す。腹直筋離開や臍帯ヘルニアは、カントレル五徴症と関連して報告されている。
胸骨欠損も多様な臨床像を呈し、剣状突起の欠如や胸骨短縮、胸骨披裂が含まれる。胸骨欠損が大きい場合、心臓が胸腔外に位置する場合もある。
多くの先天性心疾患がカントレル五徴症と関連して報告されており、最多の心室中隔欠損症は72%にみられるとされる。心房中隔欠損症、心臓憩室、肺動脈狭窄症、両大血管右室起始症、ファロー四徴症、右胸心、大血管転位症も報告されている。

## 原因
カントレル五徴候のほとんどの症例は特発性（原因不明）だが、Xq25-q26.1の遺伝子座との遺伝的関連も報告されている。

## 疫学
カントレル五徴症は6.5万〜20万出生に1件とされる。

## 歴史
1958年に初めて報告された。